# Napomyza mimica
Napomyza mimica är en tvåvingeart som beskrevs av Zlobin 1994. Napomyza mimica ingår i släktet Napomyza och familjen minerarflugor. Inga underarter finns listade i Catalogue of Life.